# Surigao del Sur
Surigao del Sur là một tỉnh của Philippines thuộc vùng Caraga ở Mindanao, thủ phủ là thành phố Tandag. Tỉnh giáp với Surigao del Norte về phái bắc, Agusan del Norte và Agusan del Sur về phái tây và giáp Davao Oriental về phía nam. Surigao del Sur nằm ở bờ biển phía đông của Mindanao và đối diện với Biển Philippines.

## Lịch sử
Trước khi người Tây Ban Nha tới, tỉnh có một số bộ tộc thổ dân là Mamanua và Manobo. Sau đó, những dân tộc khác cũng thuộc nhóm người Nam Đảo từ Visayas đến định cư bên cạnh những người bản địa. Cùng với làn sóng nhập cư, tên của tỉnh lại được bắt nguồn từ một trong số những dân tộc bản địa là người Saliagao, những người sống gần các vùng cửa sông, được những người định cư đọc trệch dần thành Surigao

## Nhân khẩu
Surigao là nơi cư trú của các bộ tộc Mamanwa và Manobo. Những vũ điệu của họ là cơ sở cho một Lễ hội địa phương "Lễ hội Sirong" được tổ chức đặc biệt là ở thị trấn Cantilan. Lễ hội Sirong mô tả quá trình Thiên Chúa giáo hóa những thổ dân bản địa trong khi họ chống lại những người Hồi giáo. Trên thực tế, các bộ tộc này đã chuyển sang đạo Thiên Chúa ngay từ thời kỳ đầu đô họ của thực dân Tây Ban Nha
Tiếng Surigaonon được nói ở hầu hết mọi nơi tại Surigao del Sur ngoại trừ thành phố Bislig và các đô thị tự trị Lianga, Barobo, Hinatuan, Lingig, và Tagbina. Những địa phương trên sử dụng tiếng Kamayo. Những thổ dân (Manobo) sử dụng các ngôn ngữ của bộ tộc.

## Hành chính
Tỉnh có 2 thành phố:
- Baslig
- Tandag

Tỉnh gồm 17 đô thị tự trị:
| - Barobo - Bayabas - Cagwait - Cantilan - Carmen - Carrascal - Cortes - Hinatuan - Lanuza | - Lianga - Lingig - Leyte - Madrid - Marihatag - San Agustin - San Miguel - Tagbina - Tago - Palo |